# Montalboddo

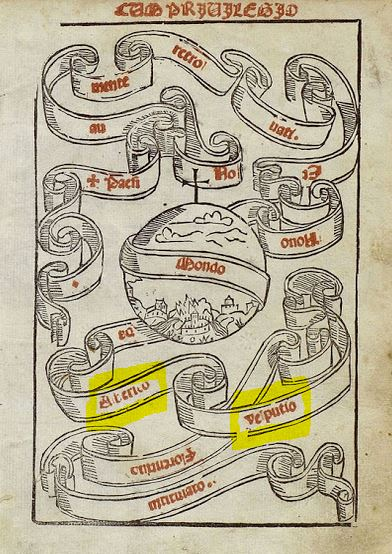
Numa obra de Fracanzano da Montalboddo, o nome "Alberico" é usado em vez de "Américo", para identificar o navegador Vespúcio. (A amarelo destaca-se a referência ao nome invocado)

Fracanzano da Montalboddo foi um cartógrafo italiano que publicou De la navigatione de Lisbona a Callichut, de lengua Portogallese in Italiana.

## Relato do Piloto Anônimo
No interior do livro, reproduz o "Relato do Piloto Anônimo" nas folhas 58 (r) a 77 (v), Capítulos LXII a LXXXIII, livros 2º e 3º. Explica no subtítulo: "Pauesi nouamente retrouati et Novo Mondo da Alberico Vesputio Florentino intitulato". Saiu nesta antologia em italiano, pela primeira vez, a notícia do descobrimento do Brasil, escrita por um dos integrantes da armada, mas o autor é português e, provavelmente, o escrivão João de Sá.
A imagem do Brasil (após a carta de Pero Vaz de Caminha, principal documento sobre a estadia da frota de Pedro Álvares Cabral na Terra de Santa Cruz) começou a ser justamente divulgada por este Relato do Piloto Anônimo.

## Américo ou Alberico
O primeiro nome de Vespúcio está envolto numa certa polémica, quando confrontado com o constante na obra de Fracanzano da Montalboddo:
"Paesi nouamente retrovati et Novo Mondo da Alberico Vesputio Florentino intitulato", de 1507,
o nome "Alberico" é usado em vez de "Américo", para identificar o navegador Vespúcio. O mesmo acontece em diversas edições (1508, 1512, 1519), e noutros livros, onde o primeiro nome é novamente mudado para "Albertutio".
A importância de ser Alberico e não Américo, respeita à designação do continente como "América" ser justificada pelo primeiro nome de Vespúcio. Alexander von Humboldt é um dos que se referem de forma crítica a esta mudança de nomes.